# Lago di Braies
Lago di Braies (německy Pragser Wildsee) je horské jezero v údolí Valle di Braies v jihotyrolské na území obce Prags. Nachází se několik kilometrů jižně od Alta Pusteria mezi městy Bruneck a Toblach v Braieských Dolomitech. Leží na území přírodního parku Fanes-Sennes-Prags a je samo chráněno jako přírodní památka.

## Poloha
Jezero leží v nadmořské výšce 1 494 m n. m. a má vodní plochu 31 ha. Průměrná hloubka je 17 metrů a maximální hloubka 36 metrů. Geologický původ jezera je dán vznikem přírodní přehrady v důsledku sesuvu půdy. Jezeru dominuje impozantní masiv Seekofel (2810 m). Jezero je výchozím bodem vysokohorské stezky Dolomiten-Höhenweg č. 1 v Dolomitech.

## Legenda
Jezero hraje roli i v jihotyrolských legendách podle kterých se něj dalo dostat lodí do podzemních částí království Fanes. Dnes již zasypaná brána do podsvětí se prý nacházela na jižním konci jezera směrem k Seekofelu, proto se jí v ladinštině říká Sass dla Porta (Brána).

## Historie
Turistický rozvoj jezera nabral na obrátkách až v roce 1899. V tomto roce byl slavnostně otevřen Grandhotel Pragser Wildsee, který stojí přímo na břehu jezera a který pro Eduarda Hellensteinera, rodáka z Villabassa, a jeho matku Emmu Hellenstainerovou naplánoval architekt Otto Schmid. Výstavba hotelu u jezera Pragser Wildsee se zpočátku neobešla bez kontroverzí. Štýrský univerzitní pedagog a horolezec Viktor Wolf von Glanvell, který v osmdesátých letech 19. století trávil v Braiesu letní prázdniny jako stálý host, se v roce 1891 připojil k dalším signatářům prohlášení "na odpor všem hostinským a spekulantům" proti výstavbě hotelu u idylicky položeného horského jezera.V roce 1904 byla budova hotelu doplněna o kapli Marienkapelle, realizovanou rovněž podle Schmidových plánů.

### Političtí vězni SS
Na přelomu dubna a května 1945 se v okolí hotelu odehrála významná událost druhé světové války. Od konce roku 1944 nechal říšský vůdce SS Heinrich Himmler ve spolupráci s šéfem Hlavního úřadu říšské bezpečnosti (RSHA) Ernstem Kaltenbrunnerem převézt nejvýznamnější politické vězně nacistického státu z německých koncentračních táborů nejprve do koncentračního tábora Dachau a nakonec v dubnu 1945 do Villabassy v jihotyrolském Pustertalu. Strážci SS měli rozkaz nenechat vězně padnout do rukou nepřítele živé. Díky odvážným činům důstojníka Wehrmachtu Wicharda von Alvenslebena byli vězni, kteří byli nakonec umístěni v hotelu Pragser Wildsee, 4. května 1945 osvobozeni americkou armádou.

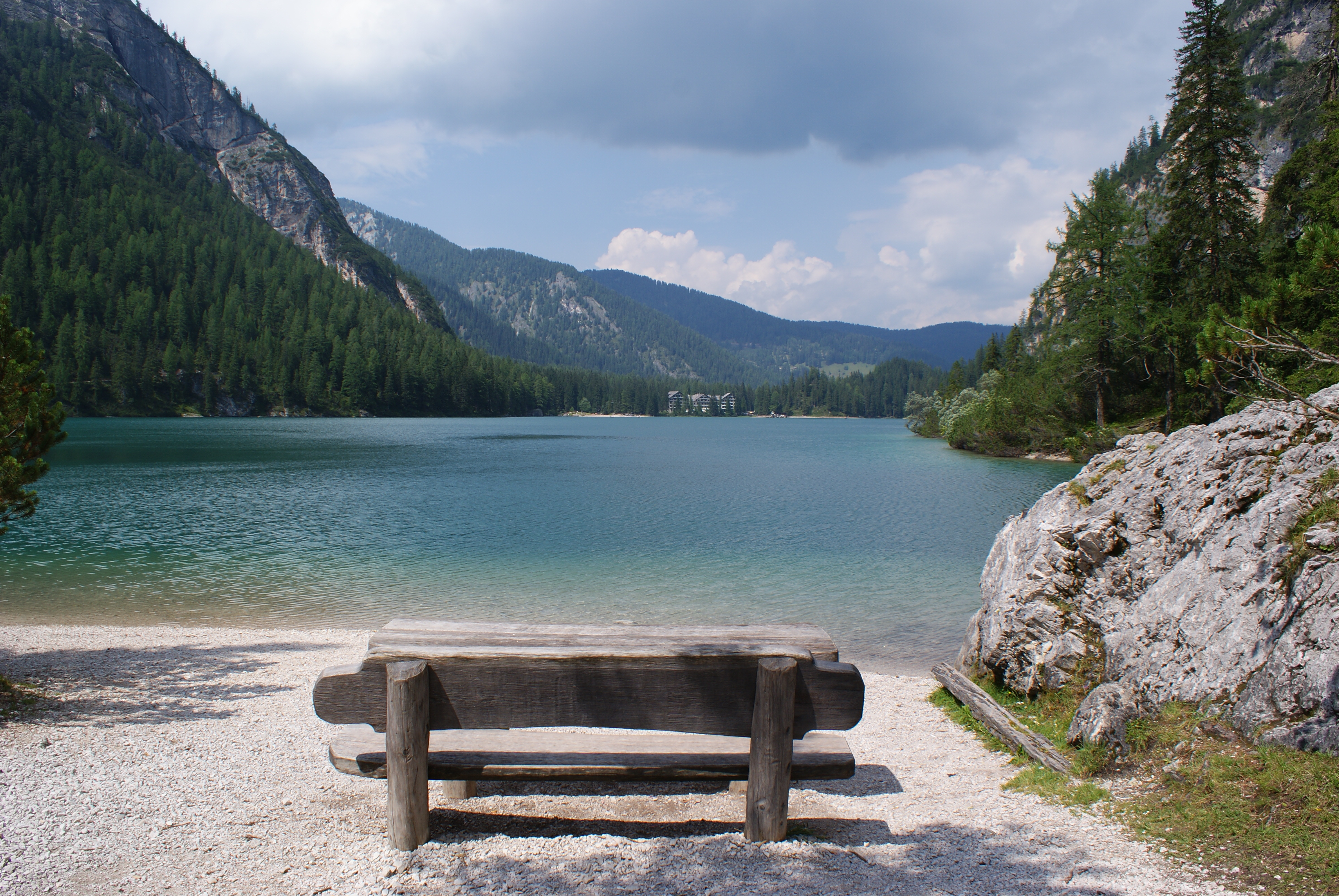
Pohled na sever k hotelu Pragser Wildsee.

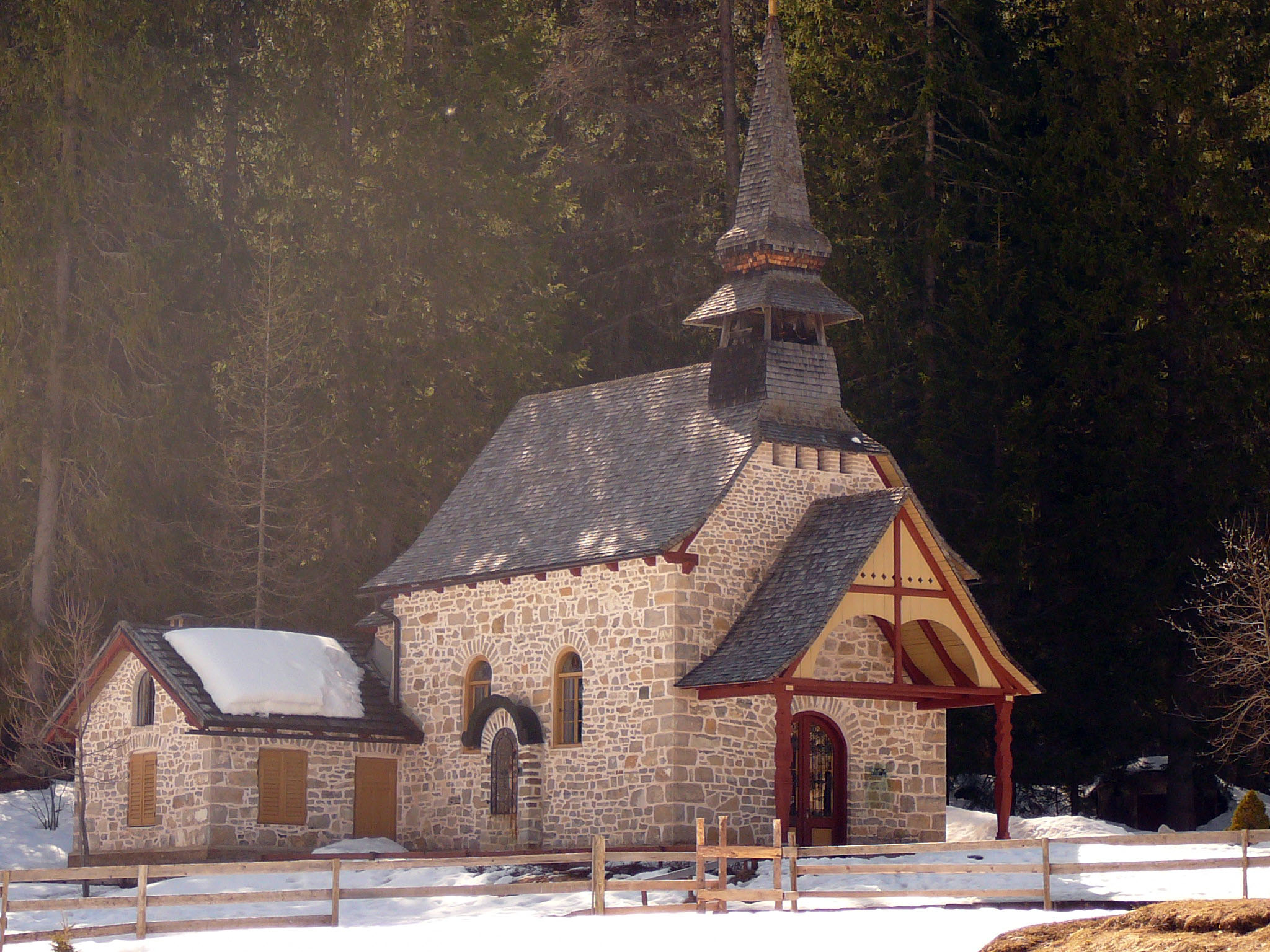
Kaple Panny Marie od Otto Schmida, vedle hotelu Pragser Wildsee

Po uzavření Cassibilského příměří mezi západními spojenci a Itálií dne 8. září 1943 Německá říše de facto anektovala Jižní Tyrolsko a části severní Itálie a dnešního Slovinska (tj. bývalého rakousko-uherského panství) jako "operační zóny". Kromě Jižního Tyrolska a Trentina patřila provincie Belluno do "Operationszone Alpenvorland" a stejně jako Friuli, Julské Benátsko, Istrie a Dalmácie ("Operationszone Adriatisches Küstenland") byla vyňata ze suverenity fašistického loutkového státu Repubblica Sociale Italiana. Část nacistického vedení doufala, že se jim podaří ubránit Alpy od Bavorska po Trentino před postupujícími Spojenci, kteréžto území propagandisticky stylizovali jako takzvanou "alpskou pevnost". Himmler, který v posledních týdnech a měsících nacistického režimu vedl vlastní tajnou diplomacii, zejména směrem k Američanům, a Kaltenbrunner věřili, že vydíráním získají výhodnou pozici pro jednání se Spojenci. Celkem 139 tzv. klanových a zvláštních vězňů ze sedmnácti evropských národů mělo být pro tento účel použito jako rukojmí.
Mezi prominentními vězni byli bývalý rakouský kancléř Kurt von Schuschnigg s manželkou a dcerou, bývalý francouzský premiér Léon Blum s manželkou, bývalý Hitlerův říšský ministr hospodářství Hjalmar Schacht, britský tajný agent Sigismund Payne Best, bývalý maďarský premiér Miklós Kállay, bývalý guvernér Slovenské národní banky Imrich Karvaš, vrchní velitel řecké armády generál Alexandros Papagos s celým generálním štábem, francouzský biskup z Clermont-Ferrandu Gabriel Piguet, protestantský pastor Martin Niemöller a také rodinní příslušníci atentátníka na Hitlera plukovníka Clause Schenka Grafa von Stauffenberga.
Plány s rukojmími selhaly. Německý důstojník, kapitán Wichard von Alvensleben, se o transportu vězňů dozvěděl a 30. dubna 1945 nechal ve Villabasse v údolí Puster údernou jednotkou wehrmachtu osvobodit vězně z pod kontroly SS. Ještě téhož dne byli vězni převezeni do nedalekého hotelu Pragser Wildsee, kde se o ně starala majitelka hotelu Emma Heiss-Hellenstainerová. Dne 4. května 1945 dorazila do hotelu americká armáda a zajala německé vojáky. Američané převezli osvobozené vězně ve dvou konvojích 8. a 10. května přes Veronu do Neapole a dále na ostrov Capri. Teprve po dalších výsleších dostali někteří z osvobozených povolení vrátit se domů, zatímco jiní šli do zajetí.
V hotelu, kde se každoročně kolem 20. července scházejí příbuzní Stauffenberga a dalších odbojářů, dnes sídlí Archiv soudobé historie Pragser Wildsee, jehož cílem je udržovat paměť na události z dubna a května 1945. Archiv soudobých dějin Pragser Wildsee je prvním archivem, který se komplexně věnuje únosu rukojmích v roce 1945. Aby se historicky cenné archiválie zachovaly pro potomky, byly shromážděny z celého světa a nyní se nacházejí v hotelu Pragser Wildsee.

## Příroda
Jezero je součástí přírodního parku Fanes-Sennes-Braies, který je domovem mnoha různých druhů motýlů z čeledi modráskovitých, dále jasoně alpského, ale také ptáků, jako je kulíšek nejmenší, datel černý a žluna šedá, které lze pozorovat i přímo u jezera.
V jezeře žije pstruh potoční, siven severní a střevle potoční, a proto se zde provozuje rybolov. Právo rybolovu zde má jihotyrolský rybářský svaz FIPSAS, který vydává jednodenní lístky.

## Galerie

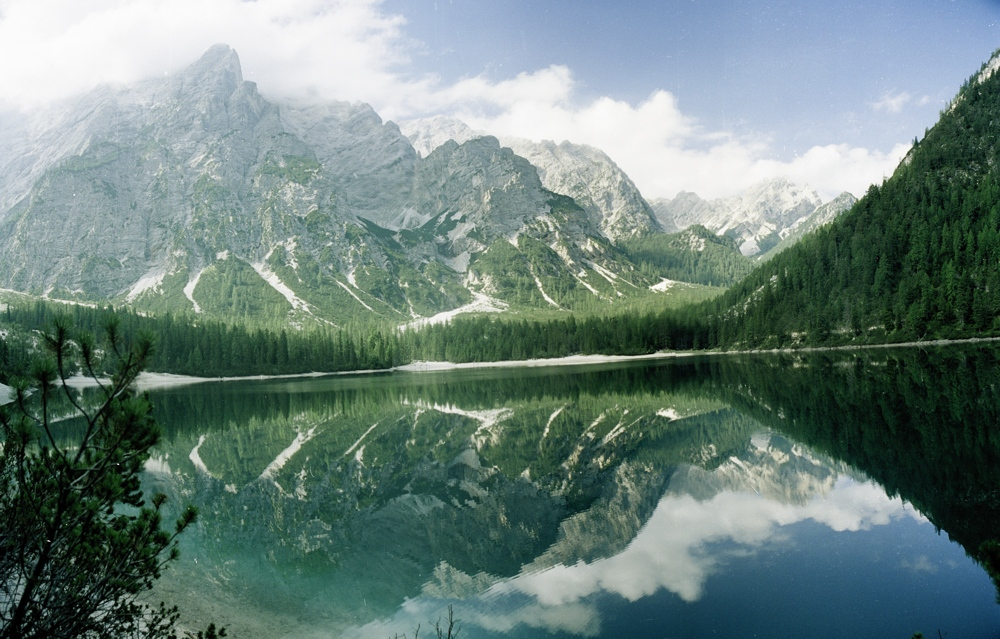
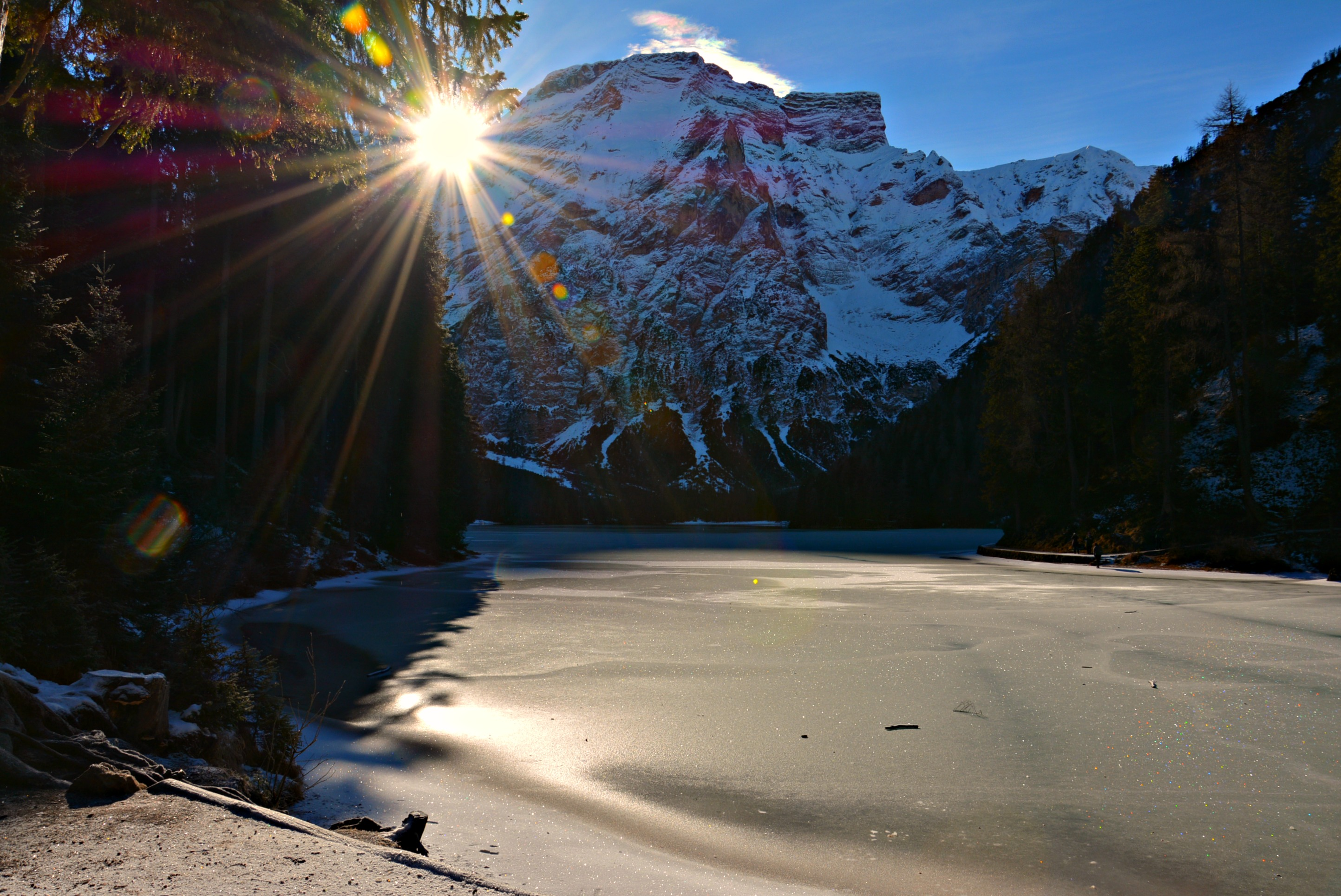
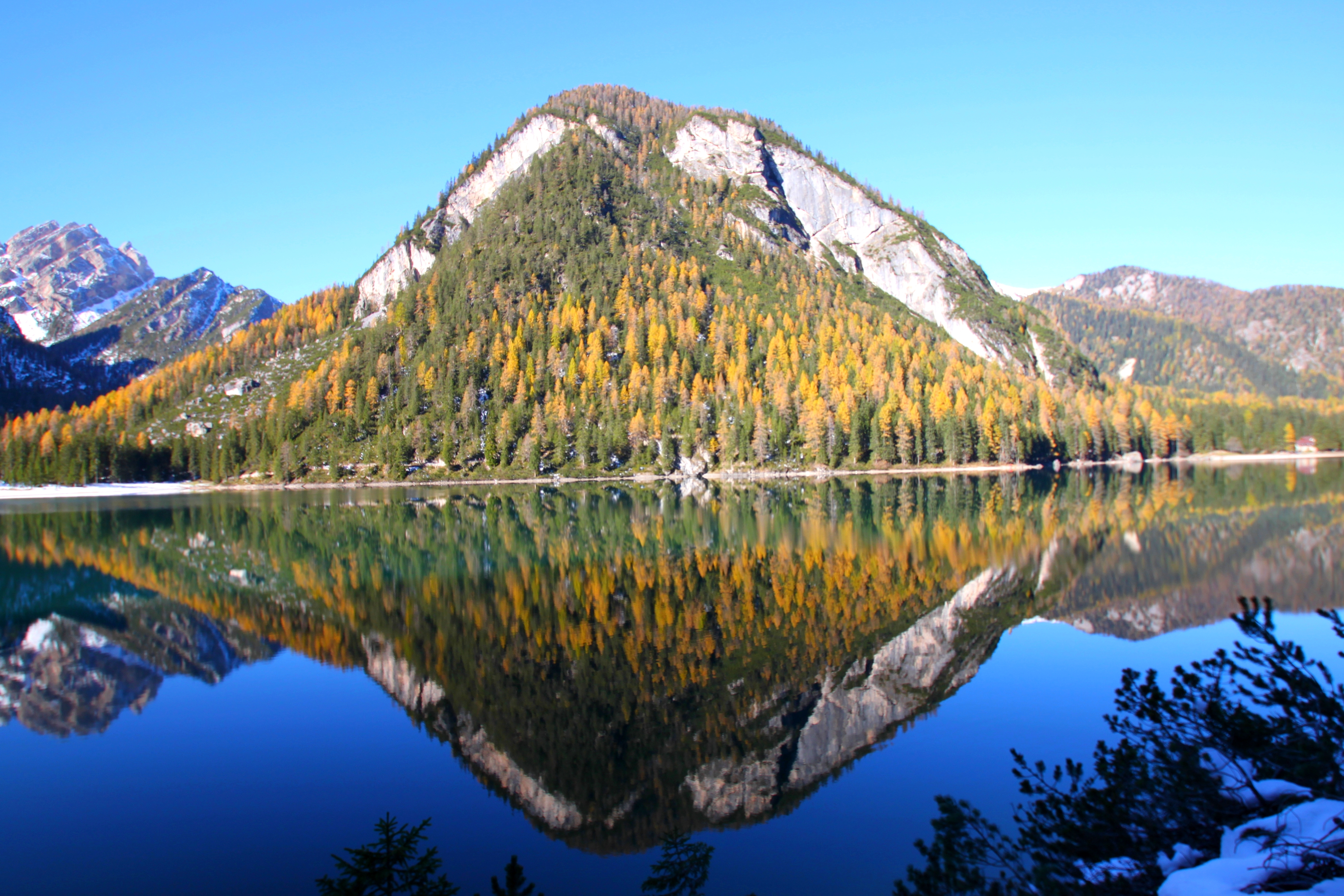
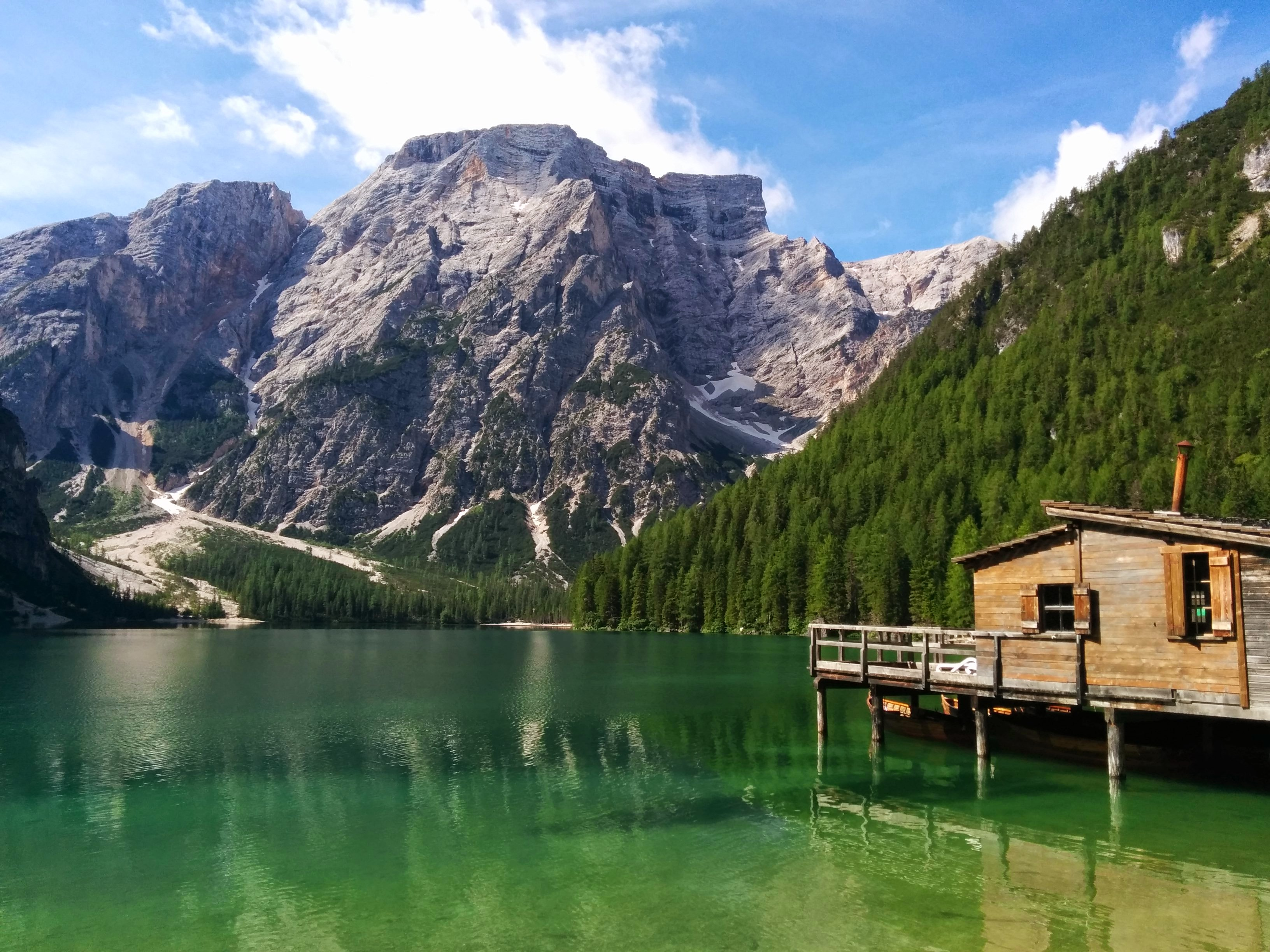
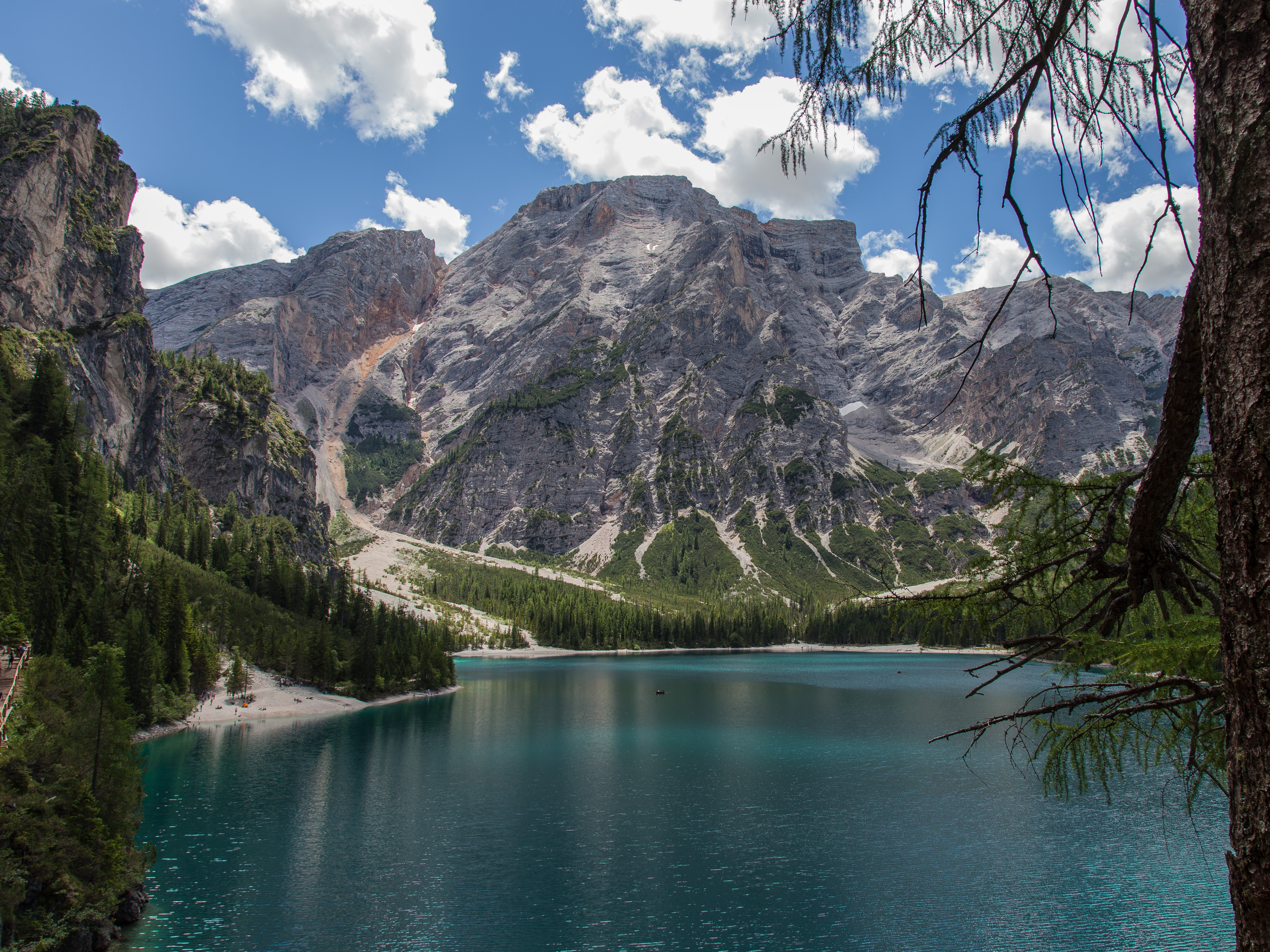
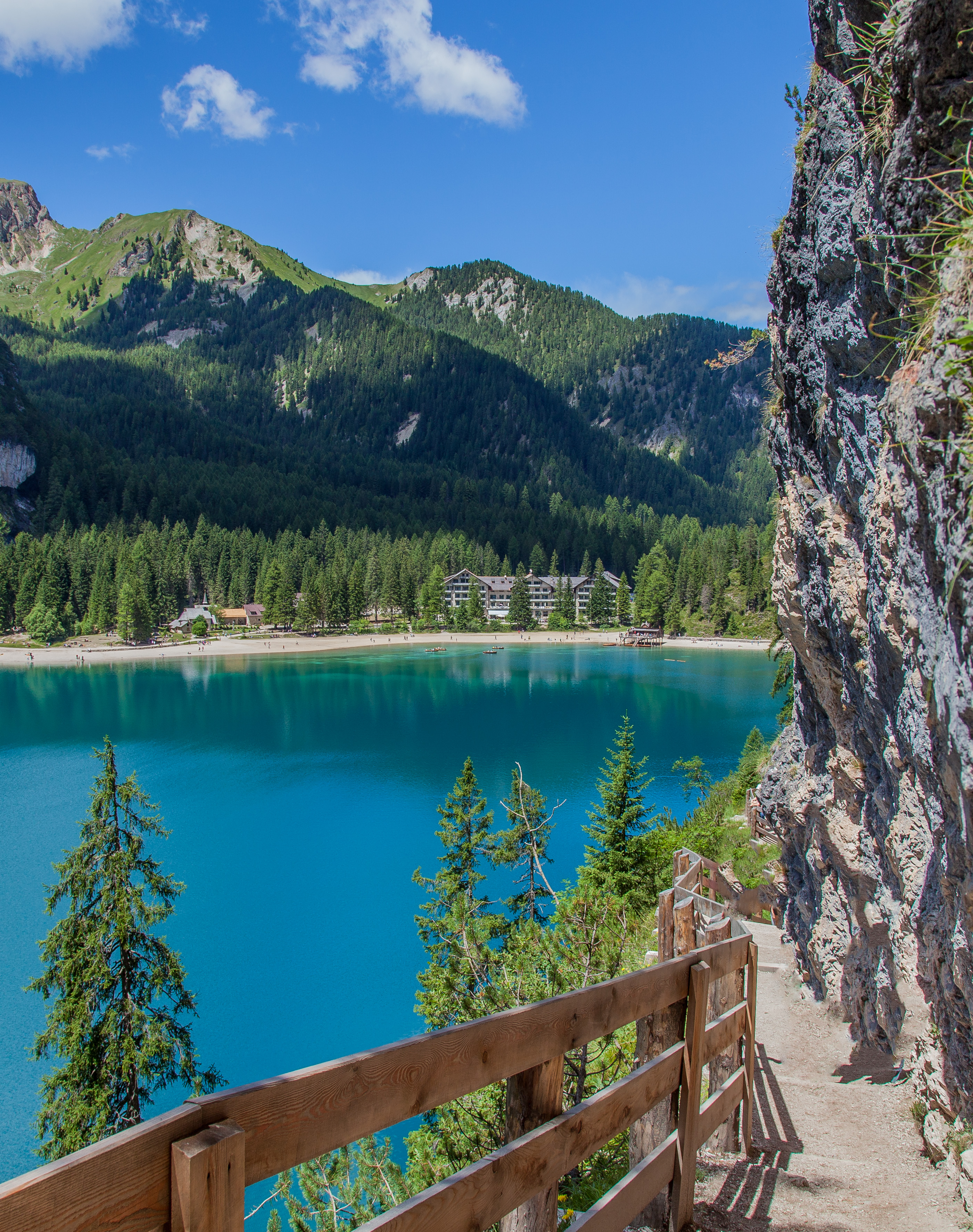
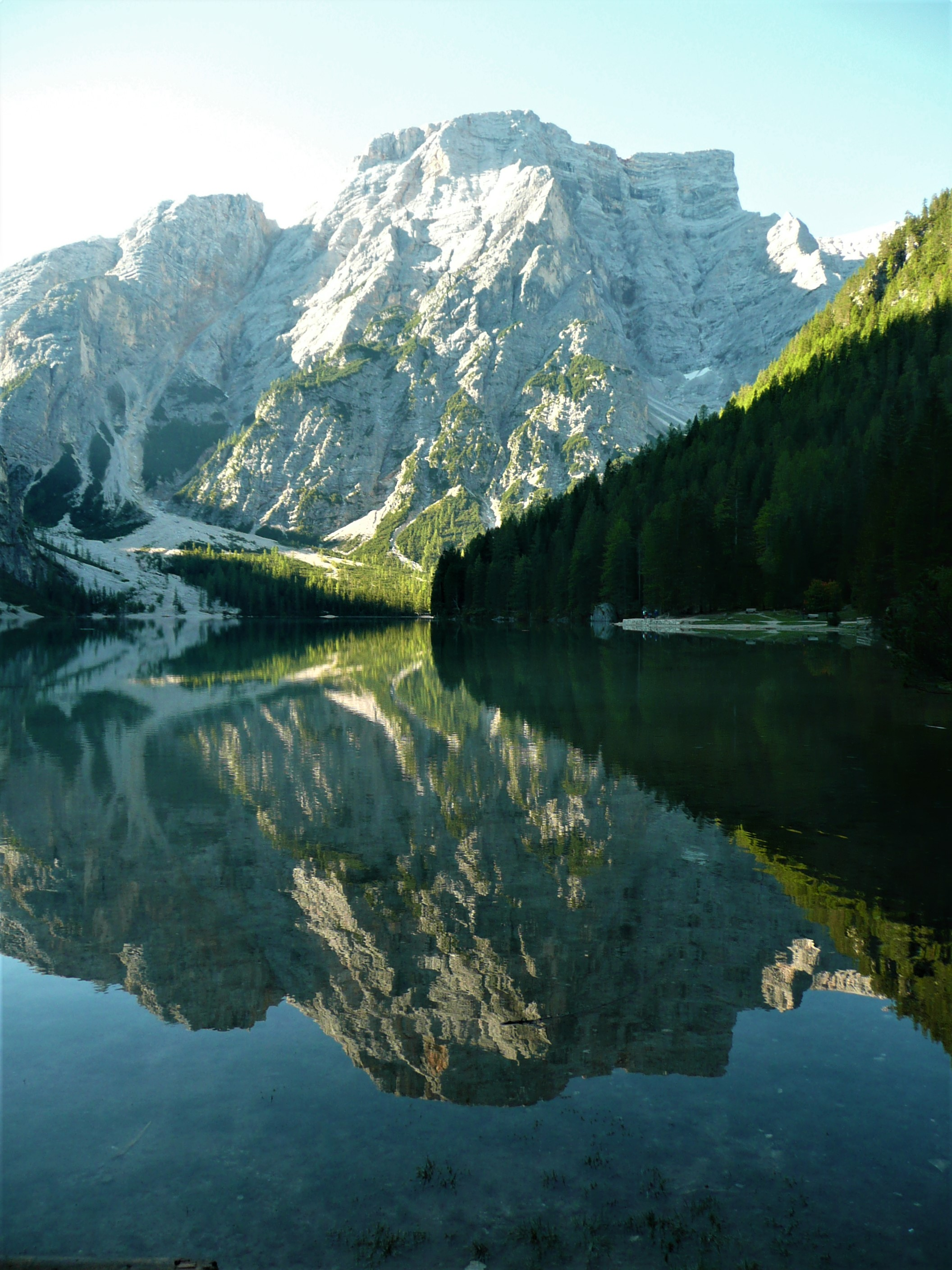

## Cestovní ruch
Lago di Braies je součástí světového dědictví UNESCO v Dolomitech a dnes patří k nejnavštěvovanějším jezerům v Jižním Tyrolsku, přestože zde kromě stále existujícího historického hotelu, loděnice a několika turistických stezek není prakticky žádná turistická infrastruktura. Na jezeře se mimo jiné natáčel italský seriál Na krok od nebe s Terencem Hillem. Seriál přilákal k jezeru mnoho italských jednodenních turistů. V Alta Pusteria je Lago di Braies jedním z nejoblíbenějších výletních cílů. Obzvláště okruh kolem jezera je oblíbeným odpoledním výletem místních obyvatel i turistů. Kromě toho je horské jezero výchozím bodem pro mnoho túr a horských túr v Braieských Dolomitech, například na Seekofel a stejnojmennou chatu, ale také na Rossalm nebo Hochalpenkopf.